# Metilmetahalon
Metilmetahalon (MMQ) je hinazolinon i analog metahalona koji ima slična sedativna i hipnotička svojstva kao njegovo matično jedinjenje (što proizilazi iz njegovog agonističkog delovanja na β podtipu GABAA receptora) i oko 3 puta je jači na životinjskim modelima. Metilmetahalon se razlikuje od metahalona po 4-metilaciji na fenil prstenu. U Nemačkoj je proglašen ilegalnim 1999. godine i DEA ga je u isto vreme navela kao „drogu od forenzičkog interesa“, ali je malo drugih informacija dostupno. Smatra se da je ovo jedinjenje prodavano na crnom tržištu u Nemačkoj kao dizajnerski analog leka metakvalona.
Studije metilmetakvalona na životinjama pokazale su da izaziva konvulzije samo malo iznad efektivne doze sedativa, a anegdotski izveštaji korisnika su potvrdili da može imati prokonvulzivno dejstvo, što može da učini ovo jedinjenje posebno opasnim ako se koristi u prevelikim dozama.

## Osobine
Metilmetahalon je organsko jedinjenje, koje sadrži 17 atoma ugljenika i ima molekulsku masu od 264,322 .
| Osobina                  | Vrednost |
| ------------------------ | -------- |
| Broj akceptora vodonika  | 2        |
| Broj donora vodonika     | 0        |
| Broj rotacionih veza     | 1        |
| Particioni koeficijent ( | 3,6      |
| Rastvorljivost (logS, log(mol/L))       | -4,5     |
| Polarna površina (PSA, Å2)  | 32,7     |

## Literatura
- Hardman JG, Limbird LE, Gilman AG (2001). Goodman & Gilman's The Pharmacological Basis of Therapeutics (10. изд.). New York: McGraw-Hill. ISBN 0071354697. doi:10.1036/0071422803.
- Thomas L. Lemke; David A. Williams, ур. (2007). Foye's Principles of Medicinal Chemistry (6. изд.). Baltimore: Lippincott Willams & Wilkins. ISBN 0781768799.